# باول كونواي ليهي
باول كونواي ليهي (بالإنجليزية: Paul Conway Leahy)‏ هو قاضي ومحامي أمريكي، ولد في 9 فبراير 1904، وتوفي في 3 يوليو 1966.